# Stone Temple Pilots
Gli Stone Temple Pilots (conosciuti anche con l'acronimo STP) sono un gruppo musicale grunge statunitense, formatosi a San Diego, in California. Il nucleo storico del gruppo è composto dai fratelli Robert e Dean DeLeo (rispettivamente bassista e chitarrista), Eric Kretz (batteria) e Scott Weiland (voce).
Dopo essersi formati nel 1986 sotto il nome di Mighty Joe Young, il gruppo firmò un contratto con l'Atlantic Records e cambiò nome in Stone Temple Pilots. Dopo periodi di registrazioni, il gruppo trovò il successo con l'album di debutto Core, pubblicato nel 1992. Il disco fu molto apprezzato e il secondo singolo estratto da esso, Plush, vinse il Grammy Award alla miglior interpretazione hard rock nel 1994
Dopo lo scioglimento avvenuto nel 2003, il gruppo si è riformato nel 2008 e ha pubblicato l'album omonimo nel 2010. Nei primi mesi del 2013 Weiland è stato licenziato dal gruppo, venendo rimpiazzato da Chester Bennington dei Linkin Park. Con questa formazione il gruppo ha assunto fino al marzo 2015 la denominazione temporanea Stone Temple Pilots with Chester Bennington e ha pubblicato l'EP High Rise l'8 ottobre 2013.
Il 15 novembre 2017 è stato pubblicato il singolo Meadow, che ha visto alla voce il nuovo cantante Jeff Gutt.

## Storia del gruppo

### Gli inizi eCore(1986–1993)
Dopo essersi incontrati a un concerto dei Black Flag, Scott Weiland e Robert DeLeo decisero di formare un gruppo. A loro si unì subito dopo il batterista Eric Kretz, seguito dal fratello di Robert DeLeo, Dean, ingaggiato come chitarrista. Dopo varie esibizioni nei locali di San Diego con il nome di Mighty Joe Young, il gruppo ottenne un vasto seguito e nel 1990 decisero di cambiare definitivamente il nome in Stone Temple Pilots. Nel frattempo si spostarono a Los Angeles per affinare la loro tecnica musicale e per tentare di costruirsi un seguito anche lì. Nel 1992 avvenne la svolta: dopo la presentazione di varie demo, il gruppo firmò un contratto con la Atlantic Records, e nello stesso anno debuttò con l'album Core, il quale ottenne un ottimo successo, grazie soprattutto ai singoli Sex Type Thing, Plush e Creep.
Fecero successivamente da gruppo di supporto per quattro settimane ai Rage Against the Machine, e successivamente furono di supporto per quaranta date ai Megadeth. Nel 1993, grazie al successo crescente, fecero un tour come gruppo principale per due mesi e mezzo negli Stati Uniti. Nel gennaio del 1994 furono votati come miglior gruppo esordiente dai lettori della rivista Rolling Stone, e contemporaneamente peggiore band esordiente dai critici musicali. La strana contrapposizione delle nomination venne risolta nel mese successivo, quando il gruppo vinse il premio come migliore nuovo artista nelle sezioni pop/rock e heavy metal/hard rock agli American Music Award. Il 1º marzo, in occasione della 36ª edizione dei Grammy Awards, gli Stone Temple Pilots conquistarono il primo Grammy Award alla miglior interpretazione hard rock con il brano Plush.

### Purplee il successo (1994–1995)

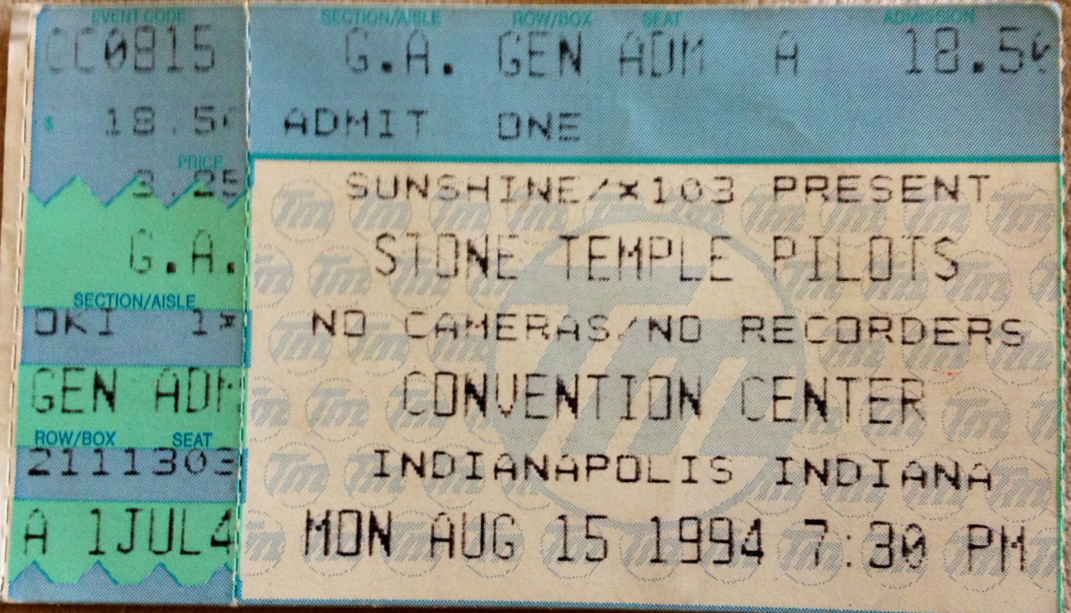
Un biglietto per uno dei concerti in promozione di Purple

Nel 1994 gli Stone Temple Pilots rientrarono in studio di registrazione per realizzare il loro secondo album, Purple. Completato in meno di un mese, l'album debuttò al numero uno delle classifiche statunitensi dopo la pubblicazione avvenuta nel giugno dello stesso anno. Questo avvenne grazie soprattutto al pezzo Interstate Love Song, molto orecchiabile e programmato dalle radio continuamente, che segnò anche il record di quindici settimane in testa alla classifica della "Album Rock Tracks". Altri pezzi che diedero spinta all'album furono Vasoline e Big Empty, quest'ultima inserita anche nella colonna sonora del film Il corvo. In ottobre, dopo soli quattro mesi dalla sua pubblicazione, l'album vendette già tre milioni di copie, facendo giungere gli Stone Temple Pilots all'apice della loro notorietà.
Nel 1995 il successo del gruppo continuò a crescere, ma non fu un anno totalmente positivo: due settimane di prove in studio di registrazione vennero accantonate, e nel maggio dello stesso anno Scott Weiland venne arrestato a Pasadena (California), per possesso di eroina e cocaina. Di fronte alla possibilità di dover scontare tre anni di prigione, Weiland si dichiarò non colpevole, e il processo venne spostato all'anno successivo. In seguito all'arresto di Weiland il gruppo si sciolse temporaneamente. Weiland formò temporaneamente un gruppo col nome di The Magnificent Bastards, che contribuì alla colonna sonora del film Tank Girl e inserì un pezzo in un album tributo a John Lennon. In ottobre il gruppo si riunì a Weiland per iniziare la registrazione del terzo album.

### Tiny Music... Songs from the Vatican Gift Shop(1996–1998)
La spina nel fianco del gruppo si rivelò essere la tossicodipendenza del suo leader Scott Weiland, la quale creò molti problemi al resto degli Stone Temple Pilots, soprattutto a partire dal disco Tiny Music... Songs from the Vatican Gift Shop, pubblicato nell'aprile del 1996, disco che subì critiche feroci da parte dei critici musicali.
L'abuso di eroina da parte di Weiland impedì la promozione dell'album e soprattutto il regolare svolgimento del tour, dato che in quell'anno fu obbligato a seguire un programma di disintossicazione per almeno sei mesi dal giudice di Pasadena, in seguito all'arresto avvenuto l'anno precedente. Dopo cinque mesi passati in un centro di riabilitazione, le accuse di possesso di eroina e cocaina vennero stralciate nell'ottobre del 1996. La sua permanenza in questo centro risultò però inutile, perché nel gennaio del 1997 dovette far ricorso a un altro periodo di riabilitazione in un altro centro. Questo fece sì che il tour che era stato programmato per i mesi successivi venisse annullato. Nel maggio del 1997 la rivista Guitar Play Magazine scrisse che gli Stone Temple Pilots volevano onorare il loro contratto con l'etichetta discografica che prevedeva la realizzazione di cinque album, ma che il prossimo lavoro lo avrebbero realizzato senza Weiland e sotto un'altra denominazione.
Nel settembre del 1997, vista la separazione venutasi a creare, Weiland pubblicò un album solista intitolato 12 Bar Blues, mentre il resto del gruppo formò i Talk Show insieme all'ex cantante dei Ten Inch Men, Dave Coutts, e insieme pubblicarono l'album omonimo. Nonostante le buone recensioni e il supporto al tour dei Foo Fighters, le vendite risultarono molto basse e il gruppo si sciolse quasi subito.

### No. 4,Shangri-La Dee Dae lo scioglimento (1999–2003)

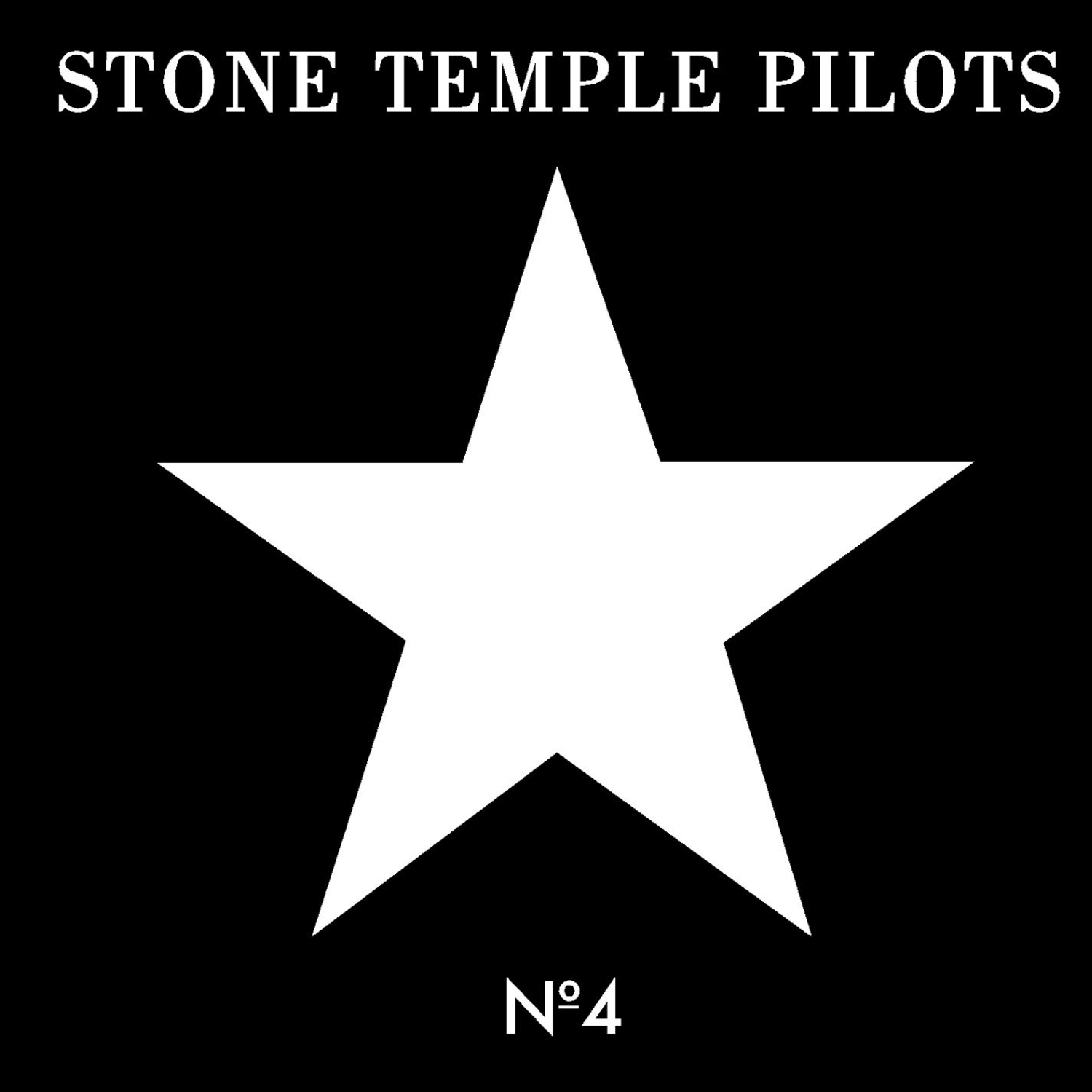
Copertina dell'album No. 4 del 1999

Nel 1999 il gruppo riuscì a registrare ancora un disco, intitolato No. 4, che, al contrario del precedente, ottenne un buon successo, grazie ai singoli Down e No Way Out, ma soprattutto grazie a Sour Girl, che raggiunse la terza posizione in classifica. I continui problemi di droga del leader del gruppo continuarono a ripetersi, così, all'uscita nel 2001 del loro quinto album Shangri-La Dee Da, nonostante Weiland avesse terminato un programma di riabilitazione, il gruppo si sciolse definitivamente.
Nel 2003 gli Stone Temple Pilots pubblicarono una raccolta dei loro maggiori successi, Thank You, il quale contiene anche un inedito nello stile dell'album Core intitolato All in the Suit That You Wear, apparso anche in una puntata della serie televisiva CSI: NY.
Nel periodo dello scioglimento, i fratelli DeLeo formarono gli Army of Anyone insieme a Richard Patrick (proveniente dai Filter) e Ray Luzier (proveniente dalla band di David Lee Roth), mentre Kretz creò i Bomb Shelter Studios a Los Angeles oltre a far parte dei Spiralarms.

### La reunion (2008–2012)

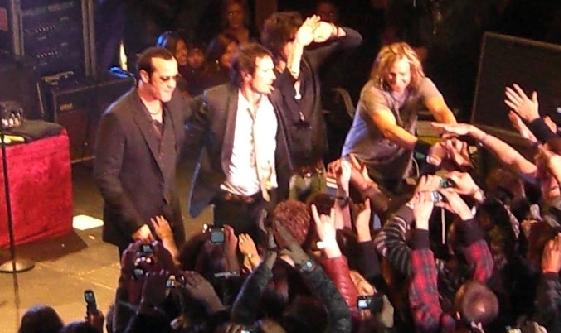
Il gruppo saluta i fan dopo il primo concerto della reunion

Il 20 gennaio 2008 un blog del Miami Herald riportò la notizia secondo la quale Weiland disse al pubblico che era possibile una riunione del gruppo nei mesi successivi. Billy Morrison della radio Camp Freddy dichiarò che gli Stone Temple Pilots prenotarono delle date per alcuni concerti, e che "mezza Los Angeles lo sa, non è un segreto". Secondo Dean DeLeo, la riunione degli Stone Temple Pilots iniziò da una semplice chiamata dalla moglie di Scott, Mary Forsberg. Lei invitò i fratelli DeLeo a suonare a una festa in spiaggia privata, e l'evento favorì la riconciliazione con il marito Weiland.
Successivamente, fu annunciato che il gruppo sarebbe stato presente al festival "Rock on the Range" di Columbus nel maggio 2008, rendendo di fatto ufficializzata la riunione del gruppo. Vennero anche annunciate altre date in cui il gruppo si esibì, tra cui la presenza all'Edgefest di Toronto insieme ai Linkin Park e altre date in New Jersey, Massachusetts, Wisconsin e Indiana.
Il 14 marzo 2008 gli Stone Temple Pilots rinnovarono il proprio sito web e lanciarono un nuovo fan club, in coincidenza con il tour estivo 2008; il 13 febbraio 2009 Scott Weiland rivelò che un nuovo album degli Stone Temple Pilots sarebbe arrivato nei primi mesi del 2010, in quanto i fratelli DeLeo composero nuovo materiale strumentale e, non appena sarebbe stato completato, lui avrebbe inciso le parti vocali. Tuttavia, il frontman non ascoltò nulla del nuovo materiale, e pertanto non seppe indicare la direzione musicale che l'album avrebbe intrapreso. Il 25 febbraio 2010 venne annunciato l'uscita del sesto album in studio, dal titolo omonimo, fissata per il 25 maggio dello stesso anno per al Atlantic Records.

### Il periodo con Chester Bennington (2013–2015)

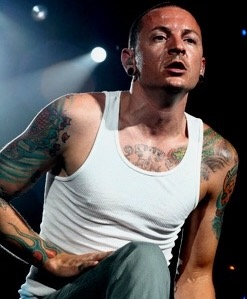
Chester Bennington

Il 27 febbraio 2013 gli Stone Temple Pilots annunciarono il licenziamento del cantante Scott Weiland. Il 18 maggio portarono al debutto un nuovo brano, intitolato Out of Time e realizzato con la partecipazione di Chester Bennington dei Linkin Park, il quale, in una video-intervista, ha confermato di essere divenuto il nuovo cantante del gruppo.
In seguito ad alcune battaglie giudiziarie riguardo all'utilizzo del nome del gruppo che hanno coinvolto Weiland e gli altri tre componenti della formazione originaria, questi ultimi hanno optato la denominazione Stone Temple Pilots with Chester Bennington. Il 15 luglio il gruppo ha annunciato un tour che si sarebbe svolto nel Nord America a partire dal mese di settembre per poi pubblicare un EP nell'autunno del 2013; il 29 agosto sono stati annunciati il titolo dell'EP, High Rise, e la data di pubblicazione, fissata per l'8 ottobre 2013.
Il 17 marzo 2015 i fratelli DeLeo e Kretz hanno vinto la disputa giudiziaria sull'utilizzo del nome del gruppo ai danni di Weiland, eliminando di conseguenza la dicitura with Chester Bennington.

Il 9 novembre 2015 è stata tuttavia annunciata la dipartita di Bennington dal gruppo a causa dell'impossibilità del cantante a sottostare agli impegni sia con gli Stone Temple Pilots sia con i Linkin Park:
(Chester Bennington)

### La morte di Weiland (2015)
Nella serata del 3 dicembre 2015 l'ex frontman Scott Weiland è stato trovato senza vita nel suo tour bus in Minnesota, dove si trovava per un concerto del suo gruppo, gli Scott Weiland & The Wildabouts. Il giorno dopo i componenti rimasti degli Stone Temple Pilots hanno voluto ricordare Weiland pubblicando un comunicato attraverso il proprio sito ufficiale:

### Nuovo self-titled (2017-presente)
Il 14 novembre 2017 il gruppo ha ufficializzato l'entrata in formazione di Jeff Gutt alla voce, quest'ultimo in passato cantante del gruppo nu metal Dry Cell e concorrente al talent show The X Factor. Il primo concerto con il nuovo cantante si è tenuto presso il Troubadour di Los Angeles la sera stessa.
Il giorno seguente gli Stone Temple Pilots hanno pubblicato il singolo Meadow, che, insieme al brano Roll Me Under, ha anticipato la pubblicazione del settimo album in studio, intitolato Stone Temple Pilots e pubblicato il 16 marzo 2018.
Il 2 aprile 2018 è stata annunciata per l'estate una tournée negli Stati Uniti d'America intitolata Revolution 3 Tour al quale si esibiranno come headliner insieme ai Bush e ai The Cult.

## Formazione
Attuale
- Jeff Gutt – voce (2017-presente)
- Dean DeLeo – chitarra (1986-2003, 2008-presente)
- Robert DeLeo – basso, cori (1986-2003, 2008-presente)
- Eric Kretz – batteria (1986-2003, 2008-presente)

Ex componenti
- Scott Weiland – voce (1986-2003, 2008-2013)
- Chester Bennington – voce (2013-2015)

## Discografia

### Album in studio
- 1992 – Core
- 1994 – Purple
- 1996 – Tiny Music... Songs from the Vatican Gift Shop
- 1999 – No. 4
- 2001 – Shangri-La Dee Da
- 2010 – Stone Temple Pilots
- 2018 – Stone Temple Pilots
- 2020 – Perdida

### Album dal vivo
- 1993 – Unplugged
- 2018 – Live 2018

### Raccolte
- 2003 – Thank You